# Mézières-sous-Lavardin
Mézières-sous-Lavardin é uma comuna francesa na região administrativa do País do Loire, no departamento de Sarthe. Estende-se por uma área de 15.3 km². Em 2010 a comuna tinha 697 habitantes (densidade: 45,6 hab./km²).